# Jigme Namgyel Engineering College
Das Jigme Namgyel Engineering College (bhutanisch འཕྲུལ་རིག་གསར་གཏོད་མ་འོངས་མདུན་ལམ་ཟངས་ནི།, JNEC; früher: Royal Bhutan Polytechnic, Royal Bhutan Institute of Technology, Jigme Namgyel Polytechnic) ist eines der neun Colleges, welche zusammen die Royal University of Bhutan bilden. Es wurde 1972 gegründet im Zusammenhang mit dem dritten Fünfjahres-Entwicklungsplan. Das College liegt auf einer Höhe von 800 m über dem Meeresspiegel am Westende der Stadt Dewathang. Das Institut liegt 18 km entfernt von Samdrup Jongkhar in Ost-Bhutan.

## Geschichte
Ab dem 22. Februar 1974 wurden Diplomstudiengängen in Bauingenieurwesen und Elektrotechnik angeboten. Der Studiengang Maschinenbau wurde 1988 eingeführt. In den 1970er Jahren wurden weitere Kurse mit Zertifikatsen für Vermessung und Bauplanung angeboten. Diese wurden jedoch Ende der 80er Jahre wieder eingestellt. 2018 entstand der Studiengang Infrastrukturentwicklung.

## Vision
„Ein erstklassiges Institut für angewandte Technik, Management und Technologie zur Entwicklung hochkompetenten und innovativen technischen Personals, das von den Werten des Bruttonationalglücks geprägt ist.“

## Mission
1. Bereitstellung einer qualitativ hochwertigen, an den GNH-Werten orientierten Ausbildung in den Bereichen angewandte Technik, Management und Technologie, die aktuell und für Einzelpersonen, Arbeitgeber und die Nation von Nutzen ist;
2. Durchführung von Forschung und Innovation in relevanten Bereichen;
3. Bereitstellung einfallsreicher Dienstleistungen durch Schulungen zur beruflichen Weiterentwicklung, Beratung und Expertendienste; Und
4. Aufbau aktiver Verbindungen zu Organisationen und akademischen Institutionen im In- und Ausland.[4]